# Proceedings of the Institution of Mechanical Engineers, Part I
Proceedings of the Institution of Mechanical Engineers, Part I: Journal of Systems and Control Engineering is een internationaal, aan collegiale toetsing onderworpen wetenschappelijk tijdschrift op het gebied van de regeltechniek. De naam wordt in literatuurverwijzingen meestal afgekort tot Proc. IME. J. Syst. Contr. Eng. Het wordt uitgegeven door SAGE Publications en verschijnt 8 keer per jaar. Het eerste nummer verscheen in 1991.